# 间岛省
间岛省是满洲国的一个省，以间岛命名。相当于现在的吉林省延边朝鲜族自治州。

## 历史
1934年（康德元年）12月1日，吉林省延吉县、汪清县、珲春县、和龙县及奉天省安图县组合成間島省。省公署设延吉县延吉街（1943年改間島市）。满洲国時代間島省居民多是日本人及朝鮮人。截至1935年10月末，延吉的人口数量如下：满洲人（2478戸/15263人）、日本人（465戸/1460人）、朝鲜人（1848戸/9229人）”。1943年（康德10年）划归东满总省管轄。1945年（康德12年）滿洲國國務院恢复间岛省。

## 下级行政区划
1945年
- 間島市：1943年（康德10年）延吉县延吉街新設。
- 延吉县
- 汪清县
- 和龙县
- 珲春县
- 安图县

## 設置
1934年满洲国設置间岛省，以间岛命名。1943年10月1日和牡丹江省、東安省合并成东满总省，1945年5月28日东满总省撤消。间岛省重新设置。
歴任省長：
1. 蔡運升：1934年12月1日 - 1936年6月16日
2. 金井章次：1936年8月17日 - 1937年11月1日
3. 清原範益：1937年11月1日 - 1940年5月16日
4. 神吉正一：1940年5月16日 - 1942年8月8日
5. 岐部与平：1942年8月8日 - 1944年4月21日
6. 菅原達郎：1944年4月21日 - 1945年4月14日
7. 倉内善蔵：1945年4月14日 - （終戦）

## 废止
1945年8月满洲国灭亡，间岛省不复存在。

## 主要工業
- 老頭溝煤礦公司（延吉県裕庶村老頭溝）煤炭
- 琿春炭礦株式会社（琿春県営子区）煤炭
- 東満州鉄道株式会社（琿春県琿春街）鉄道
- 東満州人造丝纸浆株式会社（延吉県光開村開山屯）纸浆・1934年設立
- 東洋纸浆株式会社（汪清県春華村石峴）纸浆・1936年設立。日本毛織株式会社的子会社
- 大同酒精株式会社 丙酮丁醇
- 満州曹達株式会社（延吉県図們街） 苏打

## 省内神社
- 間島神社（天照大神）1925年10月（龍井街）
- 朝陽川神社（大国主命）1934年9月（延吉県朝陽川機務段山）
- 明月溝神社（天照大神）1933年6月（延吉県明月溝西山）
- 頭道溝神社（天照大神）1933年11月3日（延吉県頭道溝北山）
- 開山屯神社（天照大神）1937年9月（和龍県光開村開山屯）
- 延吉神社（天照大神）1935年9月（延吉県延吉街西山公園）
- 栄溝神社（天照大神）1934年3月（汪清県大荒溝）
- 百草溝神社（天照大神）1929年9月18日（汪清県百草溝）
- 図們神社（天照大神）1933年6月25日
- 琿春神社（天照大神）1937年8月（琿春県）
- 朝日神社（天照大神）1940年10月（琿春朝日開拓団）
- 芳野神社（汪清県後河郷）

## 省内開拓団
- 高鷲開拓団（琿春県順義村）1940年4月10日、岐阜県郡上市高鷲村向順義村図魯屯移民。総人口646人。団長麦島逸三。
- 朝日開拓団（琿春県順義村）岐阜県益田郡朝日村向順義村図魯屯移民。団長鈴木亨。1940年3月25日先発隊員4名抵达。
- 和良開拓団（琿春県順義村）1942年4月岐阜県郡上市和良町向順義村図魯屯和良開拓団先遣隊員18人派遣。
- 青森開拓団（琿春県）1940年、青森県北津軽郡。団長中谷弥八郎。
- 津軽開拓団（琿春県）和歌山県と三重県小規模開拓団。団長青森開拓団長兼。
- 甲賀開拓団（琿春県長嶺子屯）1944年3月、滋賀県甲賀村。団長竹村賢太郎。
- 滋賀報国農場（琿春県馬川子屯）1944年3月、滋賀県。団長中西利弘。
- 小波義勇隊開拓団（琿春県馬川子屯）1944年6月1日第4次小波義勇開拓団225人。団長竹村国三郎。
- 飯詰開拓団（琿春県）
- 三岔口開拓協同組合（汪清県春陽村）
- 汪清碓氷開拓団（汪清県春和村）
- 新秋田開拓協同組合（延吉県）
- 亮兵台石城開拓団（延吉県鳳寧村）